# NGC 5441
NGC 5441 est une lointaine galaxie spirale située dans la constellation des Chiens de chasse. Sa vitesse par rapport au fond diffus cosmologique est de 13 443 ± 14 km/s, ce qui correspond à une distance de Hubble de 198 ± 14 Mpc (∼646 millions d'al). NGC 5441 a été découverte par l'astronome britannique John Herschel en 1828.
Selon le professeur Seligman, NGC 5440 a été observée à deux reprises par John Herschel, une première fois le 27 avril 1827 et une deuxième fois le 11 mars 1828. Cette deuxième observation aurait été inscrite au New General Catalogue sous la cote NGC 5441. Le professeur Seligman est cependant la seule source consultée à soutenir cette hypothèse. Toutes les autres sources consultées associent NGC 5441 à la galaxie PGC 50057.
En raison d'une brillance de surface égale à 14,49 mag/am2, on peut qualifier NGC 5441 de galaxie à faible brillance de surface (LSB en anglais pour low surface brightness). Les galaxies LSB sont des galaxies diffuses (D) avec une brillance de surface inférieure de moins d'une magnitude à celle du ciel nocturne ambiant.
NGC 5441 présente une large raie HI